# Foglianise
Foglianise est une commune italienne d'environ 3 240 habitants située dans la province de Bénévent dans la région Campanie dans le sud de l'Italie.

## Géographie
- Oasis de la zone humide béneventane

## Administration
| Période                                  | Période | Identité | Étiquette | Qualité |
| ---------------------------------------- | ------- | -------- | --------- | ------- |
|                                          |         |          |           |         |
| Les données manquantes sont à compléter. |         |          |           |         |

### Hameaux
Cautani, Oliveto, Frascio, Palazzo, Barassano, S.Marco, Leschito, Sirignano, Prato, Ospedale, Dragonetta, Vaccara, Masseria Nuova, Utile, Fossi, Acquara, Mazzella, G.Viglione, Trescine, Palmenta, Badia, Iannilli, Cienzi, Scafa

### Communes limitrophes
Bénévent, Castelpoto, Cautano, Torrecuso, Vitulano